# Бенвенуто Челлини (пьеса)
«Бенвенуто Челлини» (фр. Benvenuto Cellini) — историческая драма французского писателя Поля Мериса, написанная на основе романа «Асканио», который традиционно приписывается Александру Дюма-отцу. Была впервые поставлена на сцене и опубликована в 1852 году. Была использована либреттистом Луи Галле и композитором Камилем Сен-Сансом для создания большой оперы «Асканио» (1890).

## Сюжет и история текста
Действие пьесы происходит в 1540 году. Приехавший во Францию скульптор Бенвенуто Челлини покоряет своим талантом короля Франциска I и борется с кознями своих врагов, в числе которых королевская фаворитка госпожа д’Этамп. В финале его возлюбленная по имени Жанна погибает, и Челлини решает покинуть Францию.
По данным Теофиля Готье, Поль Мерис, соавтор Александра Дюма-отца по роману «Асканио», написал пьесу на основе этого романа в 1852 году в тюрьме Консьержери, где находился из-за нарушения закона «О печати». В том же году «Бенвенуто Челлини» был опубликован дважды — отдельной книгой и в составе сборника. Вопросы авторства остались неурегулированными, и Дюма считал пьесу своей. Сохранилось его письмо Антенору Жоли, отправленное из Брюсселя 27 февраля 1852 года, в котором он пишет: «Я узнал, что репетиция „Асканио“ в Порт-Сен-Мартен проводится без моего разрешения. Пожалуйста, объявите, что я решительно возражаю против постановки моей драмы, перед репетицией которой забыли только об одном — посоветоваться со мной».
Тем не менее премьера «Бенвенуто Челлини» в театре Порт-Сен-Мартен состоялась 1 апреля того же года. Позже проблема авторских прав была как-то решена: Мерис указал Дюма как своего соавтора, переиздав «Челлини» в составе сборника, а потом написал для Дюма роман «Две Дианы» и пьесу «Ромео и Джульетта».